# Godhard I Kettler zu Neu-Assen

Wapen Kettler Neu Assen

Godhard I Kettler zu Neu-Assen (ca. 1450-1517) heer van Neu-Assen, Mellrich, Hövestadt, Eggeringhausen en Pandheer van Stromberg.
Hij was een zoon van Goswin I Kettler zu Assen heer van Neu-Assen en Hövestadt (ca. 1400-1478) en Elisabeth van Hatzfeld zu Wildenburg (- na 1478).
In 1483 kocht hij het hof Eggeringhausen van Noldecke van Mellrich. In hetzelfde jaar kwam ook het slot en het ambt Hövestadt als erfleen aan hem. Het slot en het leen blijft dan in de familie tot 1649. In dat jaar komt het door huwelijk in handen van Godfried von Heyden, uit het geslacht van de heren van Heiden zu Schönrade und Boke.
Kettler trouwde rond 1470 met Margaretha van Bronckhorst-Batenburg (1451-1505). Zij was de dochter van Dirk van Bronckhorst-Batenburg en Catharina Johanna van Gronsveld erfdochter en tevens vrouwe van Rimburg, Gronsveld en Oost.
Uit zijn huwelijk zijn de volgende kinderen geboren:
- Elisabeth Kettler (1470-)
- Goswin II Kettler zu Hövestadt heer van Hovestadt (1475-). Hij trouwde in 1515 met Clara von Hoberg zu Tatenhausen (ca. 1498-). Zij was een dochter van Johan von Hoberg (1470-1525) en Barbara van Böckenförde-Schüngel (1475-1540).
- Godhard II Kettler heer van Neu-Assen (ca. 1480-1556). Hij trouwde in 1511 met Sibylle Sophie van Nesselrode (1490-1571)
- Diederik Kettler zu Neu-Assen (1480-). Hij trouwde ca. 1520 met Jutte van Voet van Schüttorf
- Frans van Kettler van Neu-Assen abt in de benedictijner Abdij van Corvey.

Godhard had daarnaast nog een relatie met een niet bij naam genoemde vrouw bij wie hij een dochter verwekte:
- Anna Ketteler (ca. 1504-). Zij trouwde met Johann Varnhagen predikant (ca. 1502-1583). Hij was een zoon van Konrad Varnhagen-von Ense en NN Loebbecke. Nageslacht uit meer dan 10 generaties zijn nog in leven.

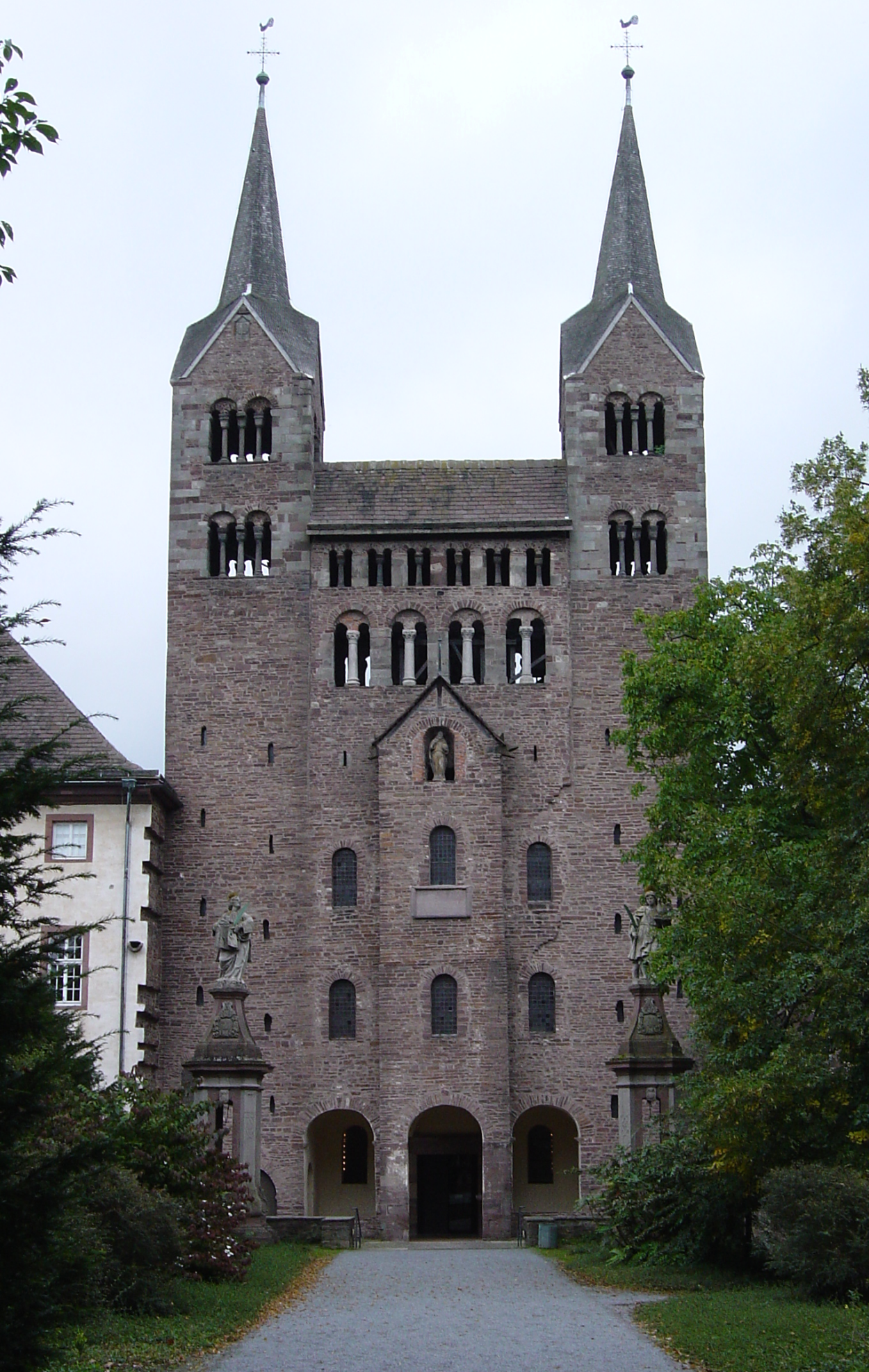
benedictijner Abdij van Corvey
Wapen von Varnhage
Wapen van Bronckhorst
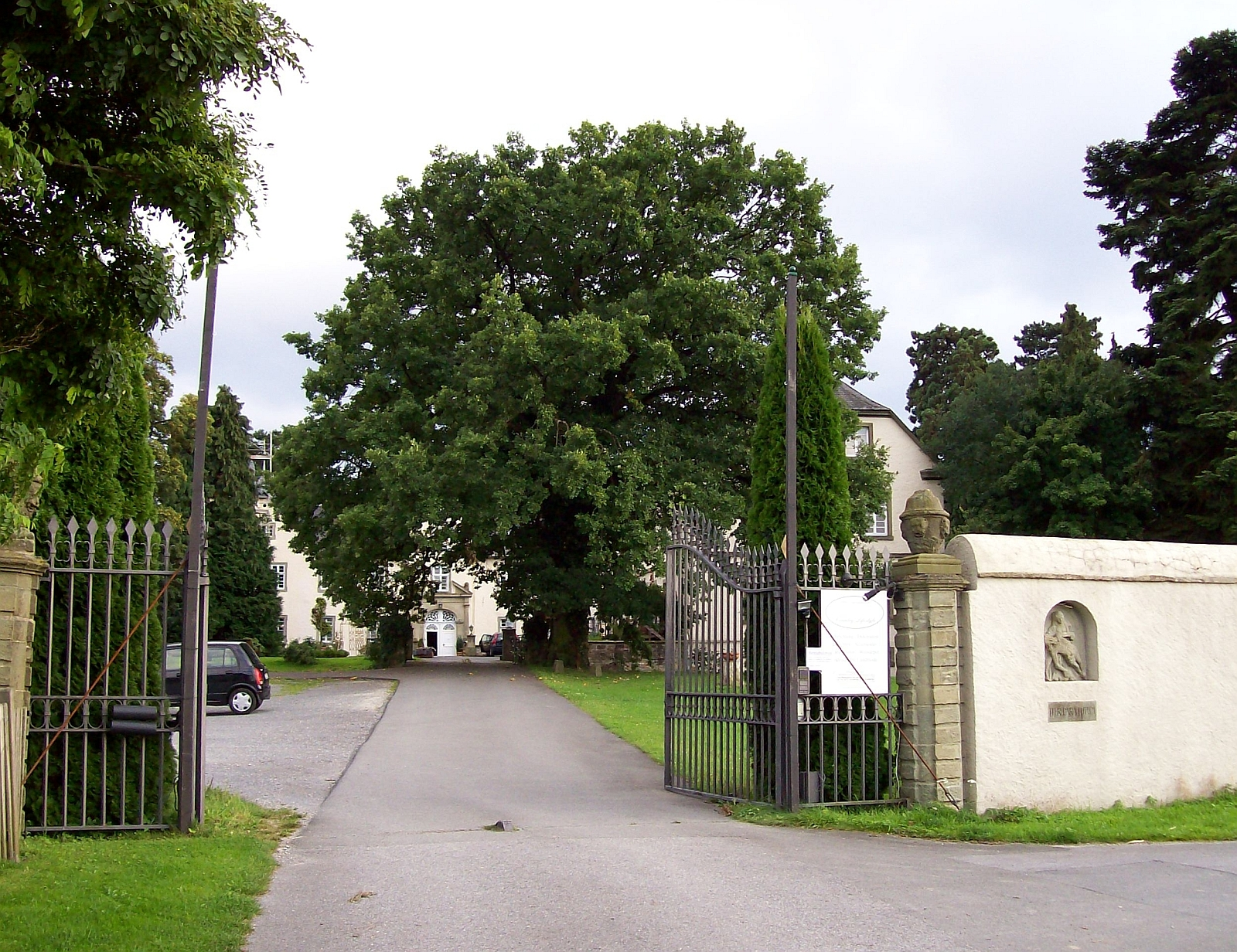
Schloss Eggeringhausen Mellrich